# Liste der Naturdenkmale in Wüstenrot
| Naturdenkmale | Anzahl |
| ------------- | ------ |
| FND           | 12     |
| END           | 2      |
| Gesamt        | 14     |

Die Liste der Naturdenkmale in Wüstenrot nennt die verordneten Naturdenkmale (ND) der im baden-württembergischen Landkreis Heilbronn liegenden Gemeinde Wüstenrot. In Wüstenrot gibt es insgesamt vierzehn als Naturdenkmal geschützte Objekte, davon zwölf flächenhafte Naturdenkmale (FND) und zwei Einzelgebilde-Naturdenkmale (END).
Stand: 1. November 2016.

## Flächenhafte Naturdenkmale (FND)
| Name                                               | Bild | Kennung     | Einzelheiten                                          | Position | Fläche Hektar | Datum         |
| -------------------------------------------------- | ---- | ----------- | ----------------------------------------------------- | -------- | ------------- | ------------- |
| Alter Silberstollen                                |      | 81190690024 | Spiegelberg, Wüstenrot                                | ⊙        | 0,2           | 17. Aug. 1981 |
| Feuchtfläche „Weihenbronner Wald“                  | BW   | 81251070003 | Wüstenrot                                             | ⊙        | 0,3           | 18. Juli 1986 |
| Feuchtgebiet am Stangenberg                        | BW   | 81251070002 | Wüstenrot, Stangenberg                                | ⊙        | 0,1           | 18. Juli 1986 |
| Feuchtgebiet beim Finsterroter See                 | BW   | 81251070007 | Wüstenrot                                             | ⊙        | 1,5           | 18. Juli 1986 |
| Feuchtgebiet „Stangenbacher Tal“                   | BW   | 81251070013 | Wüstenrot                                             | ⊙        | 0,4           | 18. Juli 1986 |
| Feuchtgebiet „Tiefenbach“                          | BW   | 81251070004 | Wüstenrot                                             | ⊙        | 0,2           | 18. Juli 1986 |
| Pfaffenklinge mit Silberstollen ...u.Soldatenglück |      | 81251070005 | Wüstenrot                                             | ⊙        | 3,4           | 18. Juli 1986 |
| Rehsee                                             | BW   | 81251070011 | Wüstenrot                                             | ⊙        | 0,4           | 18. Juli 1986 |
| Streuwiese beim Spatzenhof                         | BW   | 81251070001 | Wüstenrot                                             | ⊙        | 0,2           | 18. Juli 1986 |
| Trollblumenwiesen im Rottal                        |      | 81251070008 | Wüstenrot Nicht mehr in der LUBW-Datenbank vorhanden. | ???      | 2,0           | 18. Juli 1986 |
| Weiher bei Walkensweiler                           | BW   | 81251070010 | Wüstenrot                                             | ⊙        | 0,2           | 18. Juli 1986 |
| Weiher beim Ochsenhof                              | BW   | 81251070009 | Wüstenrot                                             | ⊙        | 0,1           | 18. Juli 1986 |
| Legende für Naturdenkmal                           |      |             |                                                       |          |               |               |

## Einzelgebilde (END)
| Name                     | Bild | Kennung     | Einzelheiten | Position | Fläche Hektar | Datum         |
| ------------------------ | ---- | ----------- | ------------ | -------- | ------------- | ------------- |
| 1 Mostbirnbaum           | BW   | 81251070012 | Wüstenrot    | ⊙        | 0,0           | 18. Juli 1986 |
| 2 Mammutbäume            | BW   | 81251070006 | Wüstenrot    | ⊙        | 0,0           | 18. Juli 1986 |
| Legende für Naturdenkmal |      |             |              |          |               |               |